# IC 4442

IC 4442 — галактика типу SBa (компактна витягнута галактика) у сузір'ї Волопас.
Цей об'єкт міститься в оригінальній редакції індексного каталогу.